# 现代诗人
现代诗人是创作现代诗歌作品的作家。
对于现代诗人来说，无论是西方还是中国的诗人，现代诗歌一般大都采用自由体裁，诗歌的格律和形式已经不再重要。

## 现代诗人和当代诗人
现代诗人还可以进一步分为现代诗人和当代诗人，一般的分法是将20世纪上半叶的诗人定义为现代诗人；20世纪下半叶及以后的诗人定义为当代诗人；这种分类法在中国已经被普遍接受。

## 中文區现代诗人的代表人物
- 20世纪初至1920年代：胡适、徐志摩、闻一多、李金发、穆木天、冯至、郭沫若
- 1930年代：林徽因、戴望舒、李广田、艾青、卞之琳、何其芳、南星、辛笛、覃子豪、纪弦
- 1940年代：王佐良、陈敬容、杜运燮、穆旦、郑敏、唐祈、袁可嘉、牛汉、屠岸、
- 1950年代：周梦蝶、林亨泰、方思、余光中、洛夫、罗门、蓉子、痖弦、昌耀、林泠、白萩 、季紅
- 1960年代：郑愁予、商禽、非马、叶维廉、杨牧、食指、敻虹
- 1970年代：北岛、芒克、多多、江河、顾城、舒婷、杨炼、梁小斌、
- 1980年代(上)：雪迪、刑天、黑大春、戴杰、莫非、严力、于坚、翟永明、王小妮、欧阳江河、廖亦武、韩东、
- 1980年代(下)：海子、殷龙龙、陆忆敏、陈东东、万夏、杨黎、张枣、李亚伟、王家新、西川、黄贝岭、阿曲强巴
- 1990年代(上)：臧棣、老贺、树才、余怒、叶匡政、戈麦、桑克、西渡、杨键
- 1990年代(下)：春树、木朵、朵渔、胡续冬、巫昂、廖伟棠、沈浩波、庞培、宋非、杨小滨

## 相关连接
- 中国诗歌库
- 中国诗歌史 （页面存档备份，存于）
- 诗路
- 台湾诗学 （页面存档备份，存于）
- 幸存者诗刊
- 北京当代诗人19家 作家出版社出版
- 新诗300首  中国青年出版社 编者牛汉、谢冕
- 中国当代实验室选 春风出版社 编者唐晓渡、王家新
- 中国新诗编年史：后朦胧诗选 编者万夏